# Trichosetodes thienemanni
Trichosetodes thienemanni är en nattsländeart som beskrevs av Georg Ulmer 1951. Trichosetodes thienemanni ingår i släktet Trichosetodes och familjen långhornssländor. Inga underarter finns listade i Catalogue of Life.